# دابولا
دابولا ( نكو : ߘߊߓߏߟߊ߫) هي مدينة ومحافظة فرعية في وسط غينيا وعاصمة محافظة دابولا. اعتبارا من عام 2014 كان عدد سكانها 38617 نسمة. وقد نمت حول خط السكة الحديد من كوناكري إلى كانكان وهي معروفة أيضًا بشلالات تينكيسو والسد الكبير.

## التعدين
اقترح تطوير رواسب خام الحديد في عام 1994. سيتطلب ذلك رفع مستوى خط القوة من ميناء كوناكري أو خط جديد للخدمة الشاقة إلى ميناء جديد في ماتاكان. ويوجد أيضًا رواسب من البوكسيت.